# Burkhard Hasebrink
Burkhard Hasebrink (* 18. Juli 1957 in Meerbusch) ist ein deutscher germanistischer Mediävist.

## Leben
Nach dem Abitur 1976 in Düsseldorf legte er 1985 die Magisterprüfung an der Universität Münster (Germanistik, Philosophie, Pädagogik) ab. Nach der Promotion 1988 an der Universität Münster (Formen inzitativer Rede bei Meister Eckhart) erhielt er 1995 eine Assistentenstelle an der Universität Göttingen bei Klaus Grubmüller (Germanistische Mediävistik). Nach der Habilitation 2001 an der Universität Göttingen folgte er 2003 dem Ruf an die Albert-Ludwigs-Universität Freiburg auf die Professur für Ältere deutsche Literatur und Sprache. Seit 2014 ist er ordentliches Mitglied der Heidelberger Akademie der Wissenschaften. 2018 ist die Versetzung in den Ruhestand erfolgt.
Seine Forschungsschwerpunkte sind mittelalterliche Mystik, Kulturpoetik der deutschen Epik des Hochmittelalters, List und Klugheit im Erzählen des Mittelalters, Epistemologie des frühneuzeitlichen Erzählens, Freundschaftskonzepte im Mittelalter, historische Semantik, Kulturen der Muße und germanistische Forschungsgeschichte.

## Schriften (Auswahl)
- Formen inzitativer Rede bei Meister Eckhart. Untersuchungen zur literarischen Konzeption der deutschen Predigt. Tübingen 1992. ISBN 3-484-36032-1.
- Prudentiales Wissen.  Eine Studie zur ethischen Reflexion und narrativen Konstruktion politischer Klugheit im 12. Jahrhundert. Habilitationsschrift Göttingen 2000.